# Vlag van oblast Moermansk
De vlag van oblast Moermansk is in gebruik sinds 25 juni 2004. De vlag is blauw met een rode baan aan de onderkant, 1/5 van de vlaghoogte. In het midden van het blauwe veld staat een gestileerde afbeelding van de Aurora Borealis in geel. Het poollicht, ook wel bekend als het noorderlicht, is een fenomeen dat alleen zichtbaar is vanaf de noordelijke breedtegraden en vertegenwoordigt de geografische ligging van de regio. Dit embleem is 1/2 van de lengte van de vlag. Rood staat voor zowel het levensconcept als de vooruitgang van de regio tijdens de Sovjetperiode. Blauw symboliseert schoonheid, zuiverheid en loyaliteit. Goud is een symbool van rijkdom.